# Ministère de l'Intérieur (Indonésie)
Pour les articles homonymes, voir Ministère de l'Intérieur.
Le ministère de l'Intérieur de l'Indonésie (en indonésien : Kementerian Dalam Negeri, souvent abrégé en Kemendagri) est le ministère du cabinet indonésien chargé des affaires internes de l’État. Le ministre actuel est Tito Karnavian. 
Le ministère de l'Intérieur est l'un des trois ministères (avec le ministère des Affaires étrangères et celui de la Défense) explicitement mentionnés dans la Constitution indonésienne, ce qui signifie qu'il ne peut être remplacés ni dissous par le président de la République. Si le président et le vice-président indonésiens décèdent, démissionnent ou sont empêchés d'exercer leurs fonctions, les ministres de la Défense, des Affaires étrangères et de l'Intérieur exercent conjointement les fonctions présidentielles jusqu'à ce que le président et le vice-président suivants soient élus par l'Assemblée délibérative du peuple dans un délai de trente jours.

## Liste des ministres
1. RAA Wiranatakusumah (1945)
2. Sutan Sjahrir (1945-1946)
3. Sudarsono (id) (1946)
4. Mohammad Roem (1946-1947, 1947-1948, 1952-1953)
5. Wondoamiseno (id) (1947)
6. Soekiman Wirjosandjojo (1948, 1949 dans un gouvernement d'urgence) 
Teuku Muhammad Hasan (1948-1949, gouvernement d'urgence)
7. Wongsonegoro (1949)
8. Ide Anak Agung Gde Agung (1949-1950, États-Unis d'Indonésie), Susanto Tirtoprodjo en même temps dans l'État de la république d'Indonésie .
9. Assaat (1950-1951)
10. Iskaq Tjokrodisurjo (1951-1952)
11. Hazairin (1953-1955)
12. R. Sunarjo (1955-1956, 1956-1957). Mandat intérimaire de Soeroso.
13. Sanusi Hardjadinata (id) (1957-1959)
14. Ipik Gandamana (id) (1959-1964)
15. Soemarno Sosroatmodjo (1964-1966)
16. Basuki Rahmat (1966-1969)
17. Amirmachmud (1969-1982) 
Sudharmono (1982-1983, ministre par intérim)
18. Soepardjo Rustam (id) (1983-1988)
19. Rudini (id) (1988-1993)
20. Yogie Suardi Memet (id) (1993-1998)
21. R. Hartono (id) (1998)
22. Syarwan Hamid (id) (1998–1999) 
Feisal Tanjung (id) (1999, ministre par intérim)
23. Soerjadi Soedirdja (id) (1999-2001)
24. Hari Sabarno (2001-2004)
25. Mohammad Ma'ruf (id) (2004-2007) 
Widodo Adi Sutjipto (2007, ministre par intérim)
26. Mardiyanto (2007-2009)
27. Gamawan Fauzi (2009-2014)
28. Tjahjo Kumolo (2014-2019)
29. Tito Karnavian (2019 – présent)[2]